# Amauromyza papuensis
Amauromyza papuensis är en tvåvingeart som beskrevs av Spencer 1966. Amauromyza papuensis ingår i släktet Amauromyza och familjen minerarflugor. Inga underarter finns listade i Catalogue of Life.